# Tales from the Realm of the Queen of Pentacles
| Совокупная оценка   | Совокупная оценка |
| Источник            | Оценка            |
| ------------------- | ----------------- |
| Metacritic          | 76/100            |
| Оценки критиков     |                   |
| Источник            | Оценка            |
| American Songwriter | [ 2 ]             |
| MusicOMH            | [ 3 ]             |
| AllMusic            | [ 4 ]             |

Tales from the Realm of the Queen of Pentacles — восьмой студийный альбом американской фолк-певицы и автора Сюзанны Веги, выпущенный в феврале 2014 года (на её собственном лейбле Amanuensis Productions) и первый с новым материалом за последние семь лет. В записи принимали участие такие музыканты как бас-гитарист Тони Левин (King Crimson), мультиинструменталист Ларри Кэмпбелл (играл с Бобом Диланом), ирландский гитарист Джерри Леонард (выступал с Дэвидом Боуи), Пражский камерный оркестр и другие.

## Список композиций
Слова и музыка всех песен — Сюзанна Вега и Джерри Леонард, кроме, отмеченных звездочкой (*), где автор сама Сюзанна Вега, при аранжировке Джерри Леонард..
| №   | Название                              | Длительность |
| --- | ------------------------------------- | ------------ |
| 1.  | «Crack in the Wall*»                  | 4:23         |
| 2.  | «Fool's Complaint*»                   | 2:39         |
| 3.  | «I Never Wear White»                  | 3:08         |
| 4.  | «Portrait of the Knight of Wands»     | 4:18         |
| 5.  | «Don't Uncork What You Can't Contain» | 3:31         |
| 6.  | «Jacob and the Angel»                 | 4:05         |
| 7.  | «Silver Bridge»                       | 3:47         |
| 8.  | «Song of the Stoic»                   | 4:05         |
| 9.  | «Laying on of Hands/Stoic 2»          | 3:52         |
| 10. | «Horizon (There is a Road)»           | 2:50         |

## Участники записи
- Сюзанна Вега — вокал, гитара
- Джерри Леонард — акустическая и электро- гитары, фисгармония
- Джейл Энн Дорси (Gail Ann Dorsey) — бас-гитара на треках 1, 2, 6 и 8.
- Захарий Алфорд (Zachary Alford) — ударные и перкуссия на треках 1, 2, 6 и 8.
- Ларри Кэмпбелл — банджо, мандолина и цимбалы на треках 1, 2, 8 и 10.
- Кэтрин Расселл — бэк-вокал на треках 1, 2, 8 и 9.
- Дуг Йовелл (Doug Yowell) — ударные на треках 1, 4, 7, 9 и 10.
- Джей Беллерос (Jay Bellerose) — ударные на треке 3.
- Тони Левин — бас-гитара на треках 3 и 5.
- Стерлинг Кэмпбелл (Sterling Campbell) — ударные на треках 5 и 9.
- Смиховский камерный оркестр (The Smichov Chamber Orchestra, Прага, дирижёр Josef Vondracek) — струнная секция на треках 5, 6 и 8.
- Джои Хирота (Joji Hirota) — Тайко (ударные) и Сякухати (флейта) на треках 5 и 6
- Майк Висцелья (Mike Visceglia) — бас-гитара на треках 9 и 10.
- Элисон Болсом — труба на треке 10.

Технический персонал
- Майкл Тюдор (Michael Tudor), при участии Andy Gilchrist — звукоинженер; струнная секция записана на Studio Disk Barrandov (Прага), с помощью Lukas Vacek и Karel Holas; труба записана в Angel Studios (Лондон) с помощью Gary Thomas; дополнительные запсии в Kyserike Station (Нью-Йорк), с помощью Gerry Leonard.
- Кевин Киллен (Kevin Killen) — аудиомикширование

Дизайн
- Джери Хейден (Jeri Heiden)

## Чарты
| Чарт (2014)                        | Высшая позиция |
| ---------------------------------- | -------------- |
| Австрия (Ö3 Austria)               | 66             |
| Бельгия/Фландрия (Ultratop)        | 19             |
| Бельгия/Валлония (Ultratop)        | 51             |
| Нидерланды (Album Top 100)         | 47             |
| Франция (SNEP)                     | 124            |
| Германия (Media Control)           | 38             |
| Великобритания (UK Albums Chart)   | 37             |
| США (Billboard 200)                | 173            |
| США (Billboard Folk Albums)        | 5              |
| США (Billboard Independent Albums) | 36             |
| США (Billboard Top Rock Albums)    | 48             |